# Próle
Próle [pronunciación en polaco: /ˈprulɛ/] (en alemán: Prohlen) es un pueblo ubicado en el distrito administrativo de Gmina Barczewo, dentro del Condado de Olsztyn, Voivodato de Varmia y Masuria, en Polonia del norte. Se encuentra aproximadamente a 11 kilómetros al noreste de Barczewo y a 23 kilómetros al noreste de la capital regional Olsztyn.